# ダイオード
ダイオード（英: diode）は整流作用（電流を一定方向にしか流さない作用）を持つ電子素子である。最初のダイオードは2極真空管で、後に半導体素子である半導体ダイオードが開発された。その後も研究が進み、今日では非常に様々な種類のダイオードが存在する。

## 語源

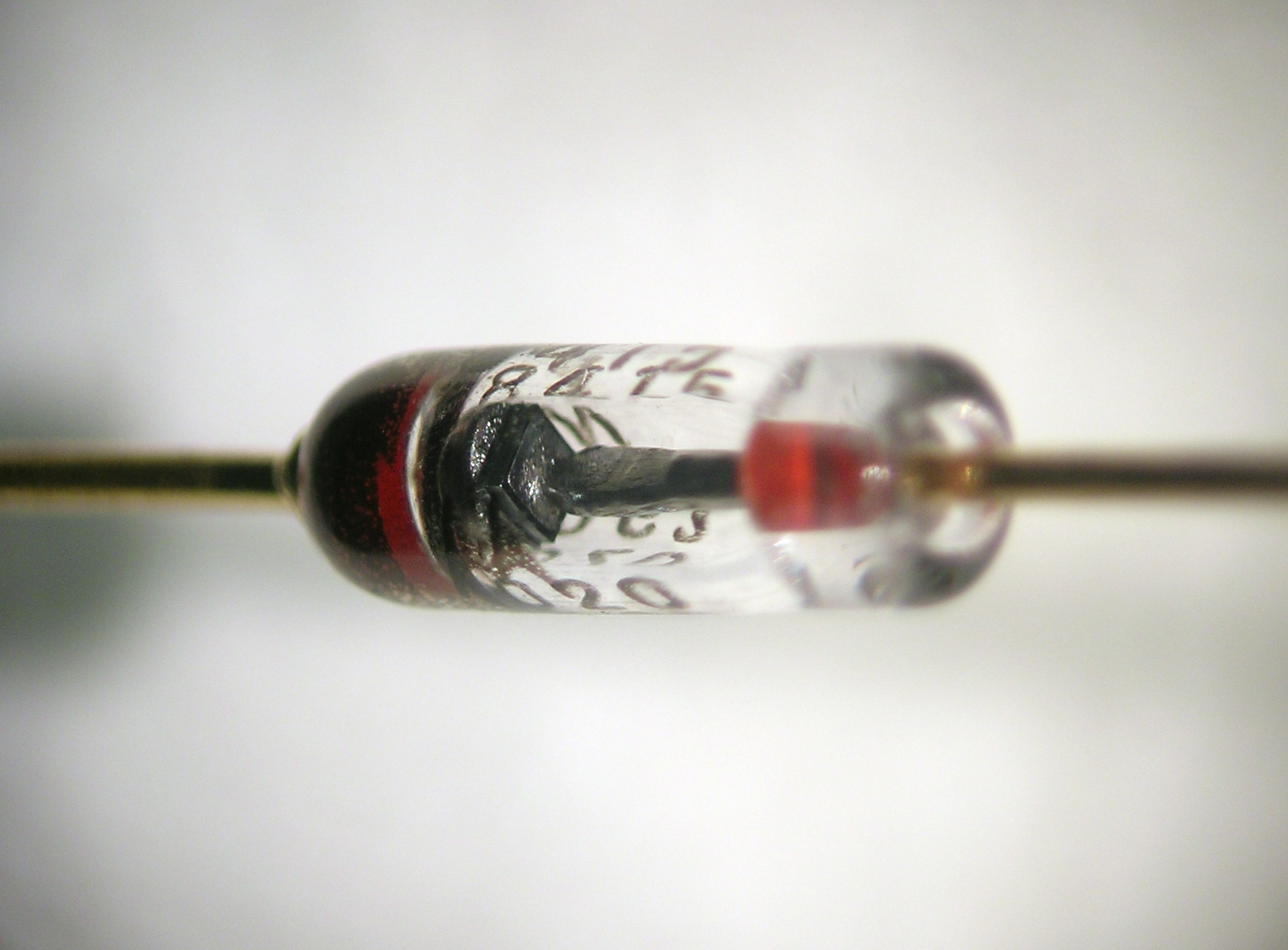
図1：ダイオードの拡大図
正方形を形成しているのが半導体の結晶を示す

1919年、イギリスの物理学者ウィリアム・エクルズが、2極真空管のことを指して、ギリシア語のdi（2）と 英語のelectrode（電極）の語尾を合わせて造語した。

## 歴史
1900年代初頭、熱電子によるダイオード（真空管）と固体によるダイオード（半導体）は、無線受信機の復調用として同時期に個別に開発された。
1950年代は真空管ダイオードがラジオに最も多く使われた。これは初期の点接触半導体ダイオードが信頼性に劣り、また、多くの受信機には増幅用真空管が使われ、この真空管内にダイオード部を混成させることが容易であることと、真空管整流器およびガス入り整流器は高電圧・大電流用途に対し同時期の半導体ダイオード（セレン整流器など）よりも適していたことがあげられる。

### 真空管ダイオード
1873年、フレドリック・ガスリーが、熱電子によるダイオード作用の基本原理を発見した。
ガスリーは、正電荷が帯電した検電器が、接地された高温の金属に非接触の状態で近づけたときに放電することを発見したのである。
また、負電荷が帯電した検電器では現象が起きなかったことから、電流は一方向にしか流れないことを示していた。
1880年2月13日、トーマス・エジソンはこの原理を単独で再発見した。
そのとき、エジソンは彼の作った電球の炭素フィラメントの正極端子側の近くだけがいつも燃え尽きることを調査していた。
彼はガラス管の内側を金属で覆った電球を作成して確認すると、伸ばしたフィラメントから真空部分を介して金属部分へ見えない電流が流れており、それは金属部分に正電極を接続したときだけ起きた。
エジソンは、フィラメントの代わりに直流電圧計を負荷（電気抵抗）にした改造電球で回路を工夫した。またこの発明を1884年に申請した。
このときにはまだ具体的な応用のなかったこの簡素な発明が後の時代にもたらした影響は大きく、のちにエジソン効果と呼ばれることになった。
約20年後、ジョン・アンブローズ・フレミング（マルコーニ研究所の研究顧問・元エジソン会社の従業員）は、エジソン効果を使ってより精度の高い無線検波器を実現した。

フレミングは最初の熱電子を用いたダイオード（フレミングバルブ）の発明者となり、イギリスにおいて1904年11月16日に特許となった。（U.S.Patent 803684 1905年11月 も参照のこと）

図2:真空管ダイオードの、電気用図記号。上から順にアノード、カソード、ヒーターフィラメント
真空管ダイオードの構造

### 半導体ダイオード

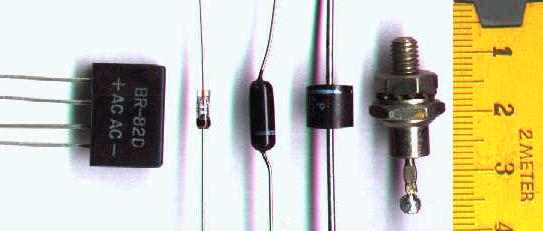
図4：様々な半導体ダイオード。
左:ブリッジダイオード

1874年、ドイツの科学者カール・フェルディナンド・ブラウンは「単方向導電性」を有する鉱石を発見し、1899年に鉱石整流器の特許を取った。
1930年代になって、酸化銅とセレニウムによる整流器が電力用途用として開発された。
1894年、インドの科学者ジャガディッシュ・チャンドラ・ボースは初めて鉱石をラジオの検波器として用いた（鉱石検波器・鉱石ラジオ）。
この鉱石検波器は、のちにシリコン結晶を用いた検波器を開発したグリーンリーフ・ホイッティア・ピカードによって無線電信に実用化された。（シリコン検波器は1903年に開発され、1906年11月20日に特許化された）
他にも様々な材料が試され、最も広く使われたものは方鉛鉱（硫化鉛）であった。
それ以外の材料でも良い特性が得られたが、方鉛鉱は安価で入手性が良いことから最も用いられた。鉱石検波器には機械的に固定されたものもあったが、もっぱら探り針により具合の良い場所を毎度捜して使うなど面倒が多いという欠点により1920年代には真空管（熱電子管）に一般的には取って替わられた。
のちに、1940年代後半の点接触型トランジスタの発見以降に進歩した半導体理論・技術・工学により安定したPN接合による半導体ダイオードが作られるようになると、また半導体に主役が戻ったが、鉱石検波器の原理であるショットキー接合の活用は研究中であり、2015年現在もラジオの検波用には点接触のいわゆるゲルマニウムダイオードが使われている。
ベル研究所もゲルマニウムダイオードをマイクロ波受信用として開発しており、1940年代後期にはAT&Tがそれを用いて国家間のマイクロ波通信を開始し、移動体電話やテレビネットワークの信号受信に用いた。これは周波数特性の点で当時の真空管よりも鉱石のほうが優れていたためである。

## ダイオードの整流作用

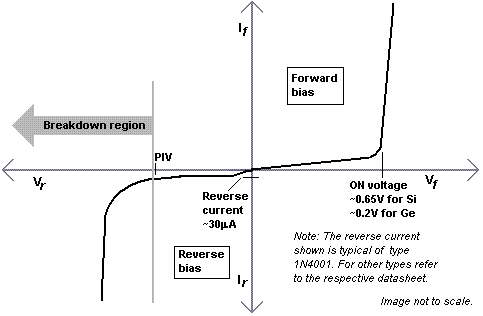
半導体ダイオードの電流-電圧特性の模式図。電圧が正の領域が順方向バイアス。

ダイオードは、アノード（陽極）およびカソード（陰極）の二つの端子を持ち（この用語は真空管から来ている）、電流を一方向にしか流さない。すなわち、アノードからカソードへは電流を流すが、カソードからアノードへはほとんど流さない。このような作用を整流作用という。真空管では、電極間に印加する電圧によって、カソードからの熱電子がアノードに到達するかが分かれることで整流作用が生じる。半導体ダイオードでは、p型とn型の半導体が接合されたpn接合や、半導体と金属が接合されたショットキー接合などが示す整流作用が用いられる。pn接合型ダイオードにおいては、p型側がアノード、n型側がカソードとなる。

## ダイオードの基本動作
ここでは半導体ダイオードの動作について、基本的なpn接合ダイオードを例に取って簡単にその特性を述べる。2極真空管については、真空管の項を参照されたい。

### 基本構造と熱平衡状態

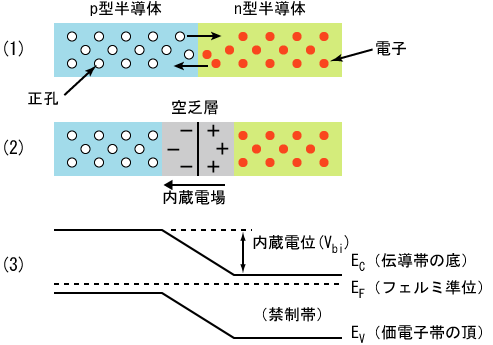
半導体のpn接合とバンド構造の模式図

pn接合ダイオードは、n型半導体とp型半導体が滑らかに繋がった（接合された）構造をしている。pn接合部ではお互いの電子と正孔が打ち消し合い、これら多数キャリアの不足した空乏層が形成される。この空乏層内は、n型側は正に帯電し、p型側は負に帯電している。このため内部に電界が発生し、空乏層の両端では電位差（拡散電位）が生じる。ただしそれと釣り合うように内部でキャリアが再結合しようとするので、この状態では両端の電圧は0である。

### 整流動作

#### 順バイアス

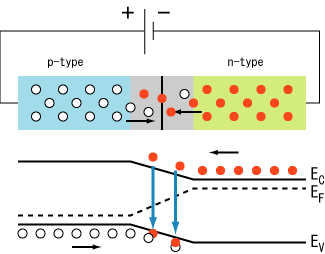
順方向バイアス時のpn接合ダイオード

ダイオードのアノード側に正電圧、カソード側に負電圧を印加することを順バイアスをかけると言う。これはn型半導体に電子、p型半導体に正孔を注入することになる。これら多数キャリアが過剰となるために空乏層は縮小・消滅し、キャリアは接合部付近で次々に結びついて消滅（再結合）する。全体でみると、これは電子がカソードからアノード側に流れる（＝電流がアノードからカソード側に流れる）ことになる。この領域では、電流はバイアス電圧の増加に伴って急激に増加する。また電子と正孔の再結合に伴い、これらの持っていたエネルギーが熱（や光）として放出される。また、順方向に電流を流すのに必要な電圧を順方向電圧降下と呼ぶ。

#### 逆バイアス

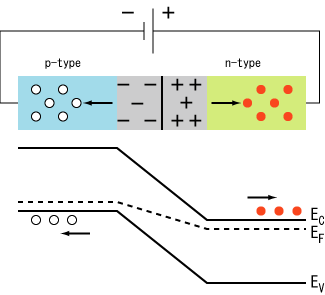
逆方向バイアス時のpn接合ダイオード

アノード側に負電圧を印加することを逆バイアスをかけると言う。この場合、n型領域に正孔、p型領域に電子を注入することになるので、それぞれの領域において多数キャリアが不足する。すると接合部付近の空乏層がさらに大きくなり、内部の電界も強くなるため、拡散電位が大きくなる。この拡散電位が外部から印加された電圧を打ち消すように働くため、逆方向には電流が流れにくくなる。より詳しくは、pn接合の項を参照のこと。
実際の素子では、逆バイアス状態でもごくわずかに逆方向電流（漏れ電流、ドリフト電流）が流れる。さらに逆方向バイアスを増してゆくと、ツェナー降伏やなだれ降伏を起こして急激に電流が流れるようになる。この降伏現象が始まる電圧を（逆方向）降伏電圧または（逆方向）ブレークダウン電圧と言い、降伏によって急激に逆方向電流が増加している領域を降伏領域（ブレークダウン領域）と言う。この降伏領域では電流の変化に比して電圧の変化が小さくなるので、この領域での動作特性を積極的に定電圧源として利用するのが定電圧ダイオード（ツェナーダイオード）である。

## ダイオードの種類

### 特性による分類

ツェナーダイオードの記号

トンネルダイオードの記号

バリキャップの記号

発光ダイオードの記号

フォトダイオードの記号

アヴァランシェ・ダイオードの記号

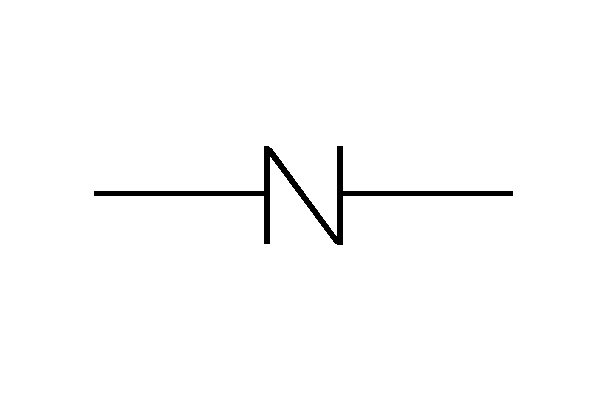
バリスタの回路図記号

PNダイオード (PN Diode)

半導体のpn接合の整流性を利用する、基本的な半導体ダイオードである。
定電圧ダイオード (Reference Diode)（ツェナーダイオード (Zener Diode))

逆方向電圧をかけた場合、ある電圧でツェナー降伏またはなだれ降伏が起き、電流にかかわらず一定の電圧が得られる性質を利用するもの。電圧の基準として用いられる。添加する不純物の種類・濃度により降伏電圧が決まる。なお、順方向特性は通常のダイオードとほぼ同等。
定電流ダイオード（CRD, Current Regulative Diode)

接合型FET（JFET）のドレインをアノードとし、ソースとゲートを短絡した電極をカソードとしたもの。そうすると順方向電圧をかけた場合、しきい値以上の電圧であれば、ほぼ一定の電流（IDSS）が得られる。JFETのIDSSは一般に個体ごとにバラつくが、選別・分類したものを製品として市販されており1 mA ～ 15 mAの程度の範囲である。最初に説明したように実体はFETでダイオードと呼ぶのは通称のようなものであり、逆方向の電流を制限する整流作用もない。
トンネルダイオード (tunnel diode)、江崎ダイオード (Esaki diode)

量子トンネル効果により、順方向の電圧を増加させるときに電流量が減少する「負性抵抗」を示す電圧領域での動作を利用するもの。1957年に江崎玲於奈が発明した。不純物濃度を調整し、ツェナー電圧を順方向バイアス電圧の領域にしたもの。
可変容量ダイオード（バリキャップ (variable capacitance diode)、バラクタ (varactor diode)）

電圧を逆方向に掛けた場合にダイオードのpn接合の空乏層の厚みが変化することによる、静電容量（接合容量）の変化を利用した可変容量コンデンサ。機械的な部分がないため信頼性が高い。VCOや電圧可変フィルタに広く用いられており、テレビ受像器や携帯電話には欠かせない部品である。なお、日本ではバリキャップと呼ばれることが多いが、海外ではバラクタと呼ばれることが多い。
発光ダイオード (Light Emitting Diode. LED)

エレクトロルミネセンス効果により発光する。
レーザーダイオード (laser diode)
レーザー光線を発生させるもの。半導体レーザーとも呼ばれる。
フォトダイオード (photo diode)

pn接合に光が入射すると、P領域に正孔・N領域に電子が集まり電圧が生じる（光起電力効果）。その電圧または電流を測定し光センサとして利用するもの。PN・PIN・ショットキー・アバランシェ(APD)の種類がある。太陽電池も同じ効果を利用しているが、フォトダイオードは逆方向バイアスを印加して光電流を取り出している。
アヴァランシェ・ダイオード

ステップリカバリダイオード
pn接合に順方向バイアスを加えたときの少数キャリアの蓄積量が最大になるようにしたダイオード。少数キャリアの蓄積効果を積極的に利用するためのダイオードで、スナップダイオードとも呼ばれる。

ショットキーバリアダイオードの図記号

ショットキーバリアダイオード (Schottky Barrier Diode)

金属と半導体とのショットキー接合の整流作用を利用している。順方向の電圧降下が低く、逆回復時間が短いため、超高速スイッチングや高周波の整流に適する。一般的に漏れ電流が多く、サージ耐力が低い。これらの欠点を改善した品種も製作されている。
バリスタ（非直線性抵抗素子）

一定の電圧を超えた場合、電気抵抗が低くなりサージ電圧から回路を保護する双方向素子である。酸化亜鉛焼結体の粒界が持つ、非直線抵抗性を利用している。
PINダイオード (p-intrinsic-n Diode)

PINダイオード

PN間に電気抵抗の大きな半導体層をはさみ少数キャリア蓄積効果を大きくし逆回復時間を長くしたものである。順方向バイアス時に高周波交流を通過させる性質があることを利用し、空中線のバンド切り替えなど高周波スイッチングに用いられる。pn接合で順方向電圧から逆方向に電圧の極性が変化するとき、注入によってn領域に蓄積されるホールの一部がp領域に逆流して、ある時間（蓄積時間）だけ大きいパルス電流を流す。pn層に挟まれたi層が、この蓄積時間を短くするために働く。
点接触ダイオード
N型半導体の表面にタングステンなどの金属の針状電極を接触させたもの。その構造上、寄生容量が非常に小さいという特徴がある。ゲルマニウム・ダイオードやガン・ダイオードで用いられている。鉱石検波器も、点接触ダイオードの一種である。
ガン・ダイオード

マイクロ波（小電力）の発振器に用いられる。
インパットダイオード
逆方向電圧加え徐々に高くし、ある電圧以上になると電子雪崩を起こし、負性抵抗を示す。これを利用してマイクロ波の発振や増幅に用いる。
トリガ・ダイオード（ダイアック (DIAC)）、サージ保護用ダイオード）
2極（Diode）の交流（AC）スイッチということから名づけられた名称。米国GE社で開発され、交流電源から直接トリガパルスを得る回路や電子回路のサージ保護用に使用される。規定の電圧（ブレーク・オーバー電圧：VBO)を超える電圧がかかった場合に導通状態になり端子間の電圧を低下させる双方向素子である。基本構造はPNP（またはNPN）三層の対称構造を持ち、PN結合のアバランシェ効果と、トランジスタの電流利得作用による負性抵抗特性をもつ。なお、名称こそダイオードとなっているが、実際の構造・動作原理はサイリスタに分類される複雑なものになっている。
二極真空管

ガス入り放電管整流器
針状電極と平板電極を向かい合わせた場合放電ギャップでは、針状電極を負極とした場合の方がより低い電圧で放電を開始するという性質を利用した整流器。

### 材質・構造による分類
1. 二極真空管
2. ゲルマニウム・ダイオード
3. セレン・ダイオード
4. シリコン・ダイオード
5. SiC（シリコンカーバイド）・ダイオード
6. ガリウム砒素・ダイオード
7. 窒化ガリウム・ダイオード

## ダイオードのモデル
ダイオードの順方向を正とする電圧 v とアノードからカソードへ流れる電流 i との間の静特性を表すモデルとしては、ショックレーのダイオード方程式 (diode equation) が有名である。 これは指数関数から定数を引いた簡単な式として、
{\displaystyle i=I_{S}\cdot \left(e^{v/(nv_{T})}-1\right)}
と表されている。 ただし、IS と n は個々のダイオードの種類でおよそ決まる正の定数である。 モデル上 IS は逆方向バイアスをかけたとき逆方向電流の極限値に相当し、飽和電流 (saturation current) とよばれる。 シリコン・ダイオードではこれは nA のオーダー、ショットキー・バリア・ダイオードではその数桁上であることが多い。 n はキャリアの再結合電流に対する補正値で通常 1〜2 の範囲の値をもつ。 また、vT は熱電圧 (thermal voltage) とよばれる絶対温度 T に比例する量で、電圧の次元を持ち常温 (300 K) では 26 mV 程度である。 これは基礎物理定数を用いて、
{\displaystyle v_{T}={\frac {k_{B}}{q_{e}}}T}
と簡明に表される。 ただし、kB はボルツマン定数、qe は素電荷、T は絶対温度である。 このモデルではなだれ降伏や内部直列抵抗、接合容量などが考慮されていないことに注意が必要である。 よって逆方向バイアスでのブレークダウンは表されておらず、また大きな順方向バイアスを与える場合や電圧が時間的に素早く変動する場合をうまく表すことはできない。 SPICE のような回路シミュレータではこれらも考慮したより詳細なモデルが使われている。
IS の値は通常非常に小さなものであるため、実用上問題にならない場合は式の − 1 の項を除いて電圧–電流関係を単に指数関数とみなすことも多い。 指数部分をスケールする熱電圧と n との積は数十 mV のオーダーであり、0.1 V の電位差であっても 2〜4 桁程度の大きな電流の違いに相当する。 よって、考えている電流の範囲においてダイオードが電流を流し出す電圧をおよそ定めることができ、これから、ある電圧を境に電流を流し出すとする区分線形的なモデルが用いられる場合もある。

## 還流ダイオード
ダイオードの活用例として、インダクタンスを持つ回路に欠かせない還流ダイオード（かんりゅう - ）がある。インダクタンスを持つ回路の電流を遮断するとき、大きなサージ電流が発生する。これをほかの負荷に流さないよう、負荷に対して並列に、そして負荷の入出力方向とは逆を向くようにダイオードを接続し、サージ電流をダイオード側に逃がし帰還するようにしている（完全に保護できるわけではないので注意が必要）。
また鉄道などにおいて、回生ブレーキで発生した電流がサイリスタなどのスイッチング素子に流れ込まないよう、やはり並列にダイオードを接続して利用するのが標準的である。ダイオードの向きはスイッチング素子の入出力方向とは逆にしないと意味がない。
サージ電流からの保護や回生電力からの保護を目的として、スイッチング素子とは逆向きに並列接続した還流ダイオードを1つの基板上に組み込んだものを逆導通素子と呼ぶ。例えば、サイリスタの基板に還流ダイオードを組み込んだものは逆導通サイリスタである。
還流ダイオードはまた、閉回路を構成する上でも重要な役割を持つ。電機子チョッパ制御では瞬間的な電流遮断による電動機への負荷を軽減するために、リアクトルと電動機を挟んで出入り口のない閉じられた回路が構成されている。チョッパ装置がオン状態の時に充電していたリアクトルが、オフ状態の時は放電する特性を利用して、常に電動機に電流が流れるようにするために欠かせない回路である。このとき、他所から閉回路に電流が流れ込むのを防ぐとともに、放出された電流を導く目的で還流ダイオードが利用されるのである。
還流ダイオードはフリーホイール・ダイオードやフリーホイリング・ダイオードと訳される。フリーホイールとは、自転車の後輪によく見られるように、回転力を絶っても後輪を空転させ続ける機構のことである。その他の表記として，フィードバック・ダイオードやフライホイール・ダイオードとも記される。フライホイールとははずみ車の事で，回路（インダクタンスとダイオード）を円盤に見立てた時，逆起電力は回転力となりそのまま回転力（起電力または電力）がなくなるまでその回路を電流が回り（流れ）続けることからこう呼ばれる（循環させる様子から，環流ダイオードとする表記もしばしば存在する）。

## 語義の拡張
ダイオードを広義の整流子（一方通行化素子）と捉えた表現が使われる事がある。
光子の移動を制御する「光ダイオード」（フォトダイオードとは別）、伝熱を制御する「熱ダイオード」などで、原理も構造も電子のダイオードとは異なる。
また、ダイオード素子を活用した片方向ゲートウェイが、「データダイオード」と呼ばれている。